# 三氟甲基亚磺酸钠
三氟甲基亚磺酸钠是三氟甲基亚磺酸的钠盐，化学式为CF3SO2Na。它和过氧化叔丁醇一起可用于将三氟甲基引入芳香化合物上，该反应通过自由基机理进行。它还可以在双相条件下对缺电子的芳香化合物三氟甲基化。